# تبادل آتش

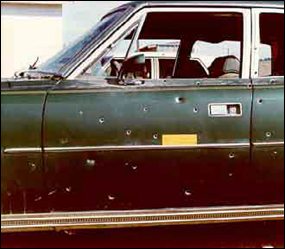
خودرویی از اف‌بی‌آی در سال ۱۹۷۵ پس از یک درگیری و تبادل آتش.

به درگیری مسلحانه بین دو یا چند گروه، تبادل آتش یا تیراندازی گفته می‌شود.
تبادل آتش و تیراندازی اغلب، اما نه لزوماً، بین مأموران اجرای قانون در برابر افراد بزهکار روی می‌دهد. تبادل آتش همچنین می‌تواند بین دو گروه متخلف، برای نمونه باندهای رقیب، رخ دهد. در این موارد، بیشتر اصطلاح تیراندازی خیابانی استفاده دارد و این‌گونه تیراندازی‌ها اغلب در فیلم‌های اکشن و فیلم‌های غربی به تصویر کشیده می‌شوند.
در جنگ‌ها، تبادل آتش معمولاً به تیراندازی با مسلسل و خمپاره اشاره دارد و در مورد گلوله‌باران‌های سنگین‌تر اصطلاح مبادله آتش هم کاربرد دارد. به مجموعه درگیری‌ها در جنگ، نبرد گفته می‌شود.
نبرد می‌تواند بین دو ارتش، یک ارتش و یک گروه چریکی و ارتش و گروهی شورشی روی بدهد.